# Tour de France 2019/15. Etappe
Die 15. Etappe der Tour de France 2019 fand am 21. Juli 2019 statt. Die 185 Kilometer lange Bergetappe führte von Limoux zum Prat d’Albis oberhalb von Foix. Der Etappenstart war um 12:05 Uhr, der scharfe Start erfolgte um 12:09 Uhr nordöstlich von Cournanel.

## Rennverlauf
Es gab mehrere Ausreißversuche, jedoch blieben diese erfolglos. Es brauchte über eine Stunde bis sich eine 36-köpfige Ausreißergruppe etablieren konnte. Mit dabei waren: Patrick Konrad, Romain Bardet, Mathias Frank, Tony Gallopin, Vincenzo Nibali, Damiano Caruso, Jan Tratnik, Rudy Molard, Sébastien Reichenbach, Nairo Quintana, Andrey Amador, Marc Soler, Pello Bilbao, Omar Fraile, Alexei Luzenko, Amund Grøndahl Jansen, Michael Woods, Simon Yates, Simon Geschke, Julien Bernard, Giulio Ciccone, Bauke Mollema, Daniel Martin, Lennard Kämna, Michael Matthews, Nicolas Roche, Jesús Herrada, Pierre-Luc Périchon, Anthony Perez, Ilnur Sakarin, Nils Politt, Roman Kreuziger, Romain Sicard, Guillaume Martin, Maxime Bouet und Amaël Moinard. Nach der Verpflegungszone hatte die Spitzengruppe ihren Vorsprung auf etwa 3:30 Minuten ausgebaut.
Zum zweiten Berganstieg (Port de Lers) hatten einige Fahrer aus der Spitzengruppe den Anschluss verloren und ordneten sich dem Hauptfeld ein, die Spitzengruppe bestand nur noch aus etwa 20 Fahrern. Bei der Überquerung des Gipfels hatte die Spitzengruppe einen Vorsprung von über 5 Minuten zum Peloton. Beim Anstieg zur Mur de Péguère, der dritten Bergwertung der Etappe, attackierte Simon Geschke aus der Spitzengruppe; kurz vor dem Gipfel ging Simon Yates in die Offensive und fuhr an Geschke heran. Gleichzeitig setzte sich Mikel Landa – mit Hilfe seiner Teamkollegen Marc Soler und Andrey Amador – vom Peloton ab und wagte sich an die erste Verfolgergruppe. Das Fahrerfeld zerfiel in einzelne Gruppen. Rund 25 Kilometer vor dem Ziel hatte das Spitzenduo einen Vorsprung von etwa einer Minute zur ersten Verfolgergruppe.
Am Fuße des Prat d’Albis (11,8 Kilometer bei 6,9 %) betrug der Abstand zur ersten Verfolgergruppe (mit etwa zehn Fahrern) um Quintana, Bardet, Reichenbach, Martin und Kämna bei 1:40 Minuten, der Abstand zur Favoriten-Gruppe um Julian Alaphilippe, Geraint Thomas, Egan Bernal und Emanuel Buchmann bei etwa 2:30 Minuten. Landa schloss sich etwa 9 Kilometer vor dem Ziel erfolgreich der ersten Verfolgergruppe an. An einer der steilsten Stellen des Schlussanstiegs (8,7 Kilometer vor dem Ziel) attackierte Simon Yates und ließ Simon Geschke hinter sich; Geschke konnte mit der abrupten Beschleunigung des Briten nicht mithalten. Dahinter reagierte Landa mit einer Attacke und sprengte dadurch die Verfolgergruppe. Kämna war der Einzige, der zunächst mit Landa Schritt halten konnte, ihm aber nach etwa zwei Kilometern nicht mehr folgen konnte, und fuhr sein eigenes Tempo. Landa fuhr weiter ein hohes Tempo und überholte Simon Geschke, der Rückstand zu Yates betrug etwa eine Minute. Gleichzeitig entfernte sich Thibaut Pinot mit einem kraftvollen Antritt von der Favoriten-Gruppe, der sofort einige Meter Abstand herausarbeiten konnte. Nur Egan Bernal, Julian Alaphilippe und Emanuel Buchmann konnte ihm folgen, andere Favoriten wie Steven Kruijswijk, Geraint Thomas, Nairo Quintana oder Jakob Fuglsang mussten sie ziehen lassen. 5 Kilometer vor dem Ziel konnte Alaphilippe den anderen Fahrern nicht mehr folgen und wurden später von Geraint Thomas, Alejandro Valverde, Steven Kruijswijk überholt. Pinot konnte sich währenddessen mit mehrmaligen Attacken von Bernal und Buchmann lösen. Rund 3 Kilometer vor der Bergankunft hatte Simon Yates einen Vorsprung von über einer Minute zu Landa und Pinot. Yates sicherte sich den Etappensieg; für ihn war es der zweite Tour-Etappensieg 2019, nachdem er bereits die 12. Etappe in Bagnères-de-Bigorre gewonnen hatte. Thibaut Pinot belegte hinter dem Etappensieger den zweiten Platz. Mikel Landa erreicht als Dritter das Ziel und wurde zum kämpferischsten Fahrer der Etappe ernannt.
Der Führende in der Gesamtwertung, Julian Alaphilippe, überquerte als Elfter die Ziellinie; sein Vorsprung auf die direkten Verfolger im Gesamtklassement schmolz um etwa eine halbe Minute, nur Thibaut Pinot konnte den Abstand um über zwei Minuten verkürzen. Vor dem letzten Ruhetag betrug der Abstand im Gesamtklassement zum Zweitplatzierten Geraint Thomas 1:35 Minuten, zum Drittplatzierten Steven Kruijswijk 1:47 Minuten, zum Viertplatzierten Thibaut Pinot 1:50 Minuten, zum Fünftplatzierten Egan Bernal 2:02 Minuten und zum Sechstplatzierten Emanuel Buchmann 2:14 Minuten.
In Nîmes folgte der zweite Ruhetag.

## Zeitbonus
| Zeitbonus an der Mur de Péguère | Zeitbonus an der Mur de Péguère |
| Fahrer                          | Zeitbonus                       |
| ------------------------------- | ------------------------------- |
| Simon Geschke (CCC)             | 8 Sekunden                      |
| Simon Yates (MTS)               | 5 Sekunden                      |
| Romain Bardet (ALM)             | 2 Sekunden                      |

| Zeitbonus am Etappenziel | Zeitbonus am Etappenziel |
| Fahrer                   | Zeitbonus                |
| ------------------------ | ------------------------ |
| Simon Yates (MTS)        | 10 Sekunden              |
| Thibaut Pinot (GFC)      | 06 Sekunden              |
| Mikel Landa (MOV)        | 04 Sekunden              |